# Loiteria
Loiteria is een geslacht van rechtvleugeligen uit de familie veldsprinkhanen (Acrididae). De wetenschappelijke naam van dit geslacht is voor het eerst geldig gepubliceerd in 1921 door Sjöstedt.

## Soorten
Het geslacht Loiteria  is monotypisch en omvat slechts de volgende soort:
- Loiteria rubripes (Sjöstedt, 1921)